# Prestwood (East Staffordshire)
Prestwood – przysiółek w Anglii, w Staffordshire, w dystrykcie East Staffordshire, w civil parish Denstone. Leży 26,2 km od miasta Stafford, 22,7 km od miasta Stoke-on-Trent i 202,5 km od Londynu. W 1931 roku civil parish liczyła 41 mieszkańców.